# Distrito electoral 27 (condado de Monroe, Illinois)
El distrito electoral de 27 (en inglés: Precinct 27) es un distrito electoral ubicado en el condado de Monroe en el estado estadounidense de Illinois. En el Censo de 2010 tenía una población de 1853 habitantes y una densidad poblacional de 378,54 personas por km².

## Geografía
El distrito electoral de 27 se encuentra ubicado en las coordenadas 38°18′56″N 90°10′6″O / 38.31556, -90.16833. Según la Oficina del Censo de los Estados Unidos, el distrito electoral de 27 tiene una superficie total de 4.9 km², de la cual 4.64 km² corresponden a tierra firme y (5.29%) 0.26 km² es agua.

## Demografía
Según el censo de 2010, había 1853 personas residiendo en el distrito electoral de 27. La densidad de población era de 378,54 hab./km². De los 1853 habitantes, el distrito electoral de 27 estaba compuesto por el 97.9% blancos, el 0% eran afroamericanos, el 0.22% eran amerindios, el 0.22% eran asiáticos, el 0.32% eran isleños del Pacífico, el 0.32% eran de otras razas y el 1.03% pertenecían a dos o más razas. Del total de la población el 1.46% eran hispanos o latinos de cualquier raza.